# Nuevo Arroyo Camarón
Nuevo Arroyo Camarón är en ort i Mexiko.   Den ligger i kommunen San Lucas Ojitlán och delstaten Oaxaca, i den sydöstra delen av landet, 300 km sydost om huvudstaden Mexico City. Nuevo Arroyo Camarón ligger 87 meter över havet och antalet invånare är 105.
Terrängen runt Nuevo Arroyo Camarón är platt åt nordost, men åt sydväst är den kuperad. Runt Nuevo Arroyo Camarón är det ganska glesbefolkat, med 39 invånare per kvadratkilometer. Närmaste större samhälle är Isla Soyaltepec, 16,3 km norr om Nuevo Arroyo Camarón. Omgivningarna runt Nuevo Arroyo Camarón är en mosaik av jordbruksmark och naturlig växtlighet.